# Kunstwedstrijden op de Olympische Zomerspelen 1948

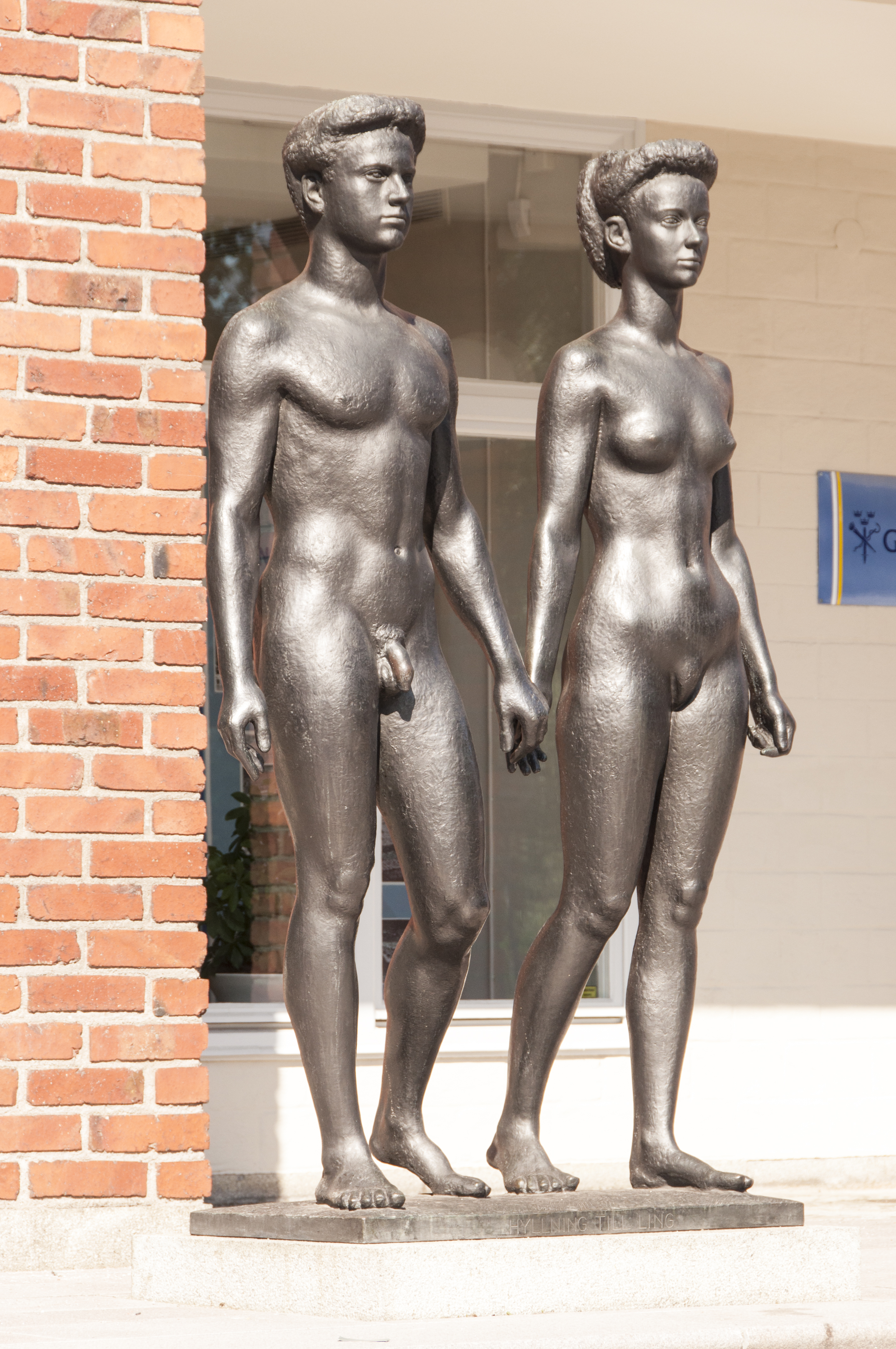
Het winnende beeld "Homage to Ling" van de Zweed Gustaf Nordahl

Kunstwedstrijden maakten op de Olympische Zomerspelen in 1948 in Londen voor de zevende en laatste keer deel uit van het Olympisch programma.
Er werden medailles uitgereikt voor werken die geïnspireerd waren door sport in de categorieën: architectuur, literatuur, muziek, schilderen en beeldhouwen.
De kunstwedstrijden werden van 15 juli tot 14 augustus in het Victoria and Albert Museum gehouden. Er waren inzendingen uit 27 landen. Ook waren er 44 literatuur- en 36 muziekinzendingen.

## Medailleoverzicht

### Architectuur
| Categorie               | Goud                                        | Zilver                                                                                  | Brons                                       |
| ----------------------- | ------------------------------------------- | --------------------------------------------------------------------------------------- | ------------------------------------------- |
| Architectonisch ontwerp | Adolf Hoch Skisprungschanze auf dem Kobenzl | Alfred Rinesch Watersportcentrum in Karinthië                                           | Nils Olsson Zwembad en sporthal in Göteborg |
| Stedenbouw              | Yrjö Lindegren Atletiekbaan in Varkaus      | Werner Schindler en Edy Knupfer Zwitsers federale sport- en gymnastiek trainingscomplex | Ilmari Niemeläinen Atletiekbaan in Kemi     |

### Muziek
| Categorie                    | Goud                             | Zilver                                                 | Brons                                           |
| ---------------------------- | -------------------------------- | ------------------------------------------------------ | ----------------------------------------------- |
| Vocaal                       | niet uitgereikt                  | niet uitgereikt                                        | Italië Gabriele Bianchi Inno Olimpionico        |
| Instrumentaal en kamerorkest | niet uitgereikt                  | Jean Weinzweig Divertimenti for Solo Flute and Strings | Italië Sergio Lauricella Toccata per Pianoforte |
| Koor en orkestdirectie       | Zbigniew Turski Olympic Symphony | Kalervo Tuukkanen Karhunpyynti                         | Erling Brene Viguer                             |

### Schilderen
| Categorie                             | Goud                                        | Zilver                                                         | Brons                                                         |
| ------------------------------------- | ------------------------------------------- | -------------------------------------------------------------- | ------------------------------------------------------------- |
| Olie- en waterverf                    | Alfred Thomson London Amateur Championships | Italië Giovanni Stradone Le Pistard                            | Letitia Hamilton Meath Hunt Point-to-Point Races              |
| Graveringen en etsen                  | Albert Decaris Zwembad                      | John Copley Polo Players                                       | Zuid-Afrika Walter Battiss Seaside Sport                      |
| Toegepaste kunsten en kunstnijverheid | niet uitgereikt                             | Alex Diggelmann Poster voor het wereldkampioenschap wielrennen | Alex Diggelmann Poster voor het wereldkampioenschap ijshockey |

### Beeldhouwen
| Categorie            | Goud                          | Zilver                          | Brons                                   |
| -------------------- | ----------------------------- | ------------------------------- | --------------------------------------- |
| Beelden              | Gustaf Nordahl Homage to Ling | Chintanomi Kar The Stag         | Hubert Yencesse Nageuse                 |
| Reliëf               | niet uitgereikt               | niet uitgereikt                 | Rosamund Fletcher The End of the Covert |
| Medailles en plaques | niet uitgereikt               | Oskar Thiede Acht Sport Plaques | Edwin Grienauer Prize Rowing Trophy     |

De Nederlandse kunstschilder Thies Luijt ontving een eervolle vermelding voor zijn werk Polo Game in de categorie schilderijen.

## Status
Ten tijde van de Spelen werden medailles uitgereikt aan de kunstenaars. Achteraf werd door het Internationaal Olympisch Comité (IOC) bepaald dat de kunstwedstrijden niet langer als een officieel onderdeel deel van de Olympische Spelen uitmaakten waardoor ze niet meer voorkomen in de olympische database en niet voorkomen in het medaille-overzicht voor de Olympische Spelen in 1948.
Atletiek · Basketbal · Boksen · Gewichtheffen · Hockey · Kanovaren · Lacrosse (demonstratie) · Moderne vijfkamp · Kunstwedstrijden · Paardensport · Roeien · Schermen · Schietsport · Schoonspringen · Turnen · Voetbal · Waterpolo · Wielersport · Worstelen · Zeilen · Zwemmen
Stockholm 1912 · 
Antwerpen 1920 · 
Parijs 1924 · 
Amsterdam 1928 · 
Los Angeles 1932 · 
Berlijn 1936 · 
Londen 1948